# Tita z Hardenbergu
Tita z Hardenbergu (něm. Tita von Hardenberg * 21. dubna 1968 Hamburg; přesně Kateřina Isabela Habsbursko-Lotrinsko-Kyburská (něm. Katharina Isabel Habsburg-Lothringen-Kyburg), rozená Kateřina Isabela hraběnka z Hardenbergu (něm. Katharina Isabel Gräfin von Hardenberg) je německá televizní moderátorka, která vešla ve známost i za hranicemi Německa zejména moderováním magazínu Polylux.
Tita von Hardenberg pochází z dolnosaské šlechtického rodu Hardenbergů a je dcerou Isy hraběnky z Hardenbergu a bankéře Andrease hraběte z Hardenbergu. Vyrůstala v Lüneburgu a Isernhagenu poblíž Hannoveru a roku 1987 maturovala na berlínské Rudolf-Steiner-Schule. Následně studovala nejprve v Mnichově dějiny a Politické vědy. Později získala v Londýně titul Master of Science.
První kontakt s televizí měla roku 1991 u berlínského regionálního vysílání FAB. Zde pracovala jako dobrovolník a pracovala poté jako redaktorka denního vysílání televize Fenster aus Berlin. Nato zpracovala v letech 1992 až 1994 magazín braniborské stanice ORB TIP TV a v letech 1995 až 1997 vedla její redakci.
Roku 1997 založila se Stefanem Mathieu (produkce) a Michaelem Khano (kamera) mediální firmu Kobalt Produktions Film- und Fernseh GmbH a produkovala od dubna 1997 magazín Polylux pro stanici RBB. Vedle moderování realizovala také vlastní příspěvky. Od roku 2001 byl Polylux vysílán také programem ARD, čímž se její věhlas znatelně rozšířil i do ostatních spolkových zemí. 21. května 2008 stanice RBB oznámila přerušení vysílání k 31. prosinci 2008. Důvodem měla být finanční situace kvůli chybějícím příjmům z mediálních poplatků.
Firma Tity von Hardenberg produkuje kromě pořadů pro ARTE také hudební magazín Tracks a politický magazín Absolut.
Roku 2001 psala zhruba rok pravidelné články pro týdeník Die Zeit.
Žije v Berlíně, od roku 1999 je vdána za ekonomického poradce Ferdinanda Habsbursko-Lotrinsko-Kyburského, vnuka arcivévody Maxmiliána Evžena, s nímž má tři děti (narozené 2002, 2004 a 2007).